# Borgo Lares
Borgo Lares est une commune italienne d'environ 700 habitants située dans la province autonome de Trente dans la région du Trentin-Haut-Adige dans le nord-est de l'Italie. Créée le 1er janvier 2016, elle est issue de la fusion de Bolbeno et de Zuclo.
Les communes limitrophes sont  Bleggio Superiore, Ledro, Sella Giudicarie, Tione di Trento et Tre Ville.